# Les Landes-Genusson

Les Landes-Genusson este o comună în departamentul Vendée, Franța. În 2009 avea o populație de 2,300 de locuitori.